# 笹部新太郎
笹部 新太郎（ささべ しんたろう、1887年1月15日 - 1978年12月19日）は、日本の植物学者。東京帝国大学在学中から桜の研究を始め、特にサトザクラ、ヤマザクラなどの日本古来種の保護育成に尽力し、「桜博士」といわれた。

## 生涯
1887年1月15日、大阪市北区堂島船大工町に生まれる。西天満小学校、盈進高等小学校、堂島中学校（現北野高校）、第七高等学校造士館を経て、東京帝国大学法科大学政治学科に入学。在学中より独学で桜の研究に打ち込む。卒業後は犬養毅の秘書をした後、兵庫県宝塚市切畑長尾山の麓（現在のJR西日本福知山線武田尾駅近辺）に桜の研修を行う演習林「亦楽山荘」を造園。品種保存などを研究した。没後は荒れて雑木林となったが、親族より跡地を寄贈された宝塚市が1999年に里山公園「桜の園」として再整備。ボランティア団体「櫻守の会」が手入れしている。
渋沢栄一、後藤新平などが名を連ねる「東京さくらの会」とも交流した。京都府向日町（現向日市）にも「桜苗圃」を造園。日本固有種の桜の保護育成を目指し、大阪造幣局の通り抜け、奈良県吉野、兵庫県西宮市夙川公園ならびに甲山周辺など、各地で桜の管理・指導を行った。「ソメイヨシノばかりが日本の桜ではない」とし、多数ある固有種・古来種の保護を訴えた。1958年、自伝『櫻男行狀』（平凡社）を上梓、自らの半生を振り返る。
1960年には電源開発の総裁・高碕達之助から御母衣ダム（岐阜県）の建設にあたり、水没することになるというエドヒガン（推定樹齢450年、県指定天然記念物）の移植を依頼され、これを成功させる。この桜はのちに「荘川桜」と名付けられる。
1966年、神戸新聞平和賞の文化賞受賞。1967年より、水上勉が笹部をモデルに毎日新聞で『櫻守』連載開始。1967年、西宮市民文化賞受賞。1976年にはNHKでドラマの制作が行われた。
1978年12月19日、老衰にて逝去（享年91）。研究の傍ら蒐集した数千点にも上る厖大な桜関連の美術工芸品などのコレクションや桜研究の資料は本人の遺言により西宮市に寄贈されて、西宮市から財団法人白鹿記念酒造博物館付設笹部さくら資料室に寄託保管されている。